# 亞瑪謝

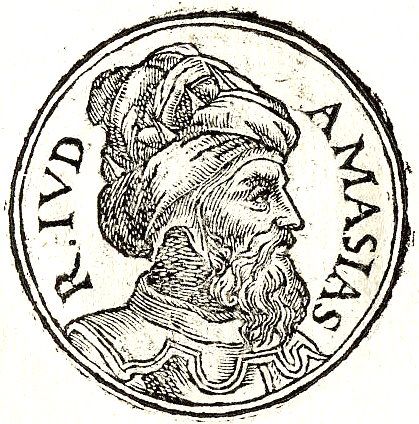

亞瑪謝（希伯來語：‎，前822—前769年）天主教譯為阿瑪責雅，是古代中東國家南猶大王國的第九任君主。他的父親是約阿施，母親是耶路撒冷人約耶但（Jehoaddin）。王后是耶可利雅（Jecoliah），生下猶大王烏西雅（亞撒利雅）。

## 登年早期
亞瑪謝在位的年期，目前歷史上有兩種講法：
1. 費毅榮（英语：Edwin R. Thiele）認為是從前796年到前781年；
2. 威廉·奧爾布賴特（英语：William F. Albright）認為是從前800年到前783年。

## 聖經相關章節
- 《列王紀下》第14章1-21節
- 《歷代志下》第25章